# Tom Leadon
Tom Leadon (Rosemount, 16 de setembro de 1952 – 22 de março de 2023) foi um músico  americano. Ele é um dos membros fundadores da banda original de Tom Petty, Mudcrutch, e permaneceu como guitarrista após a banda reunir-se novamente em 2007. Ele é irmão de Bernie Leadon, ex-guitarrista dos Eagles.

## Biografia
No ensino médio, Leadon era membro da banda Epics em Gainesville, Flórida, onde conheceu Petty. Leadon era o guitarrista principal e Petty tocava baixo. Logo após formar o Mudcrutch, com Randall Marsh na bateria, o grupo adicionou um segundo guitarrista, Mike Campbell. Leadon e Campbell compartilharam solos de guitarra durante os shows ao vivo do Mudcrutch em Gainesville e arredores, e também na gravação de "Up in Mississippi". 
Leadon deixou Mudcrutch em 1972 e mudou-se para Los Angeles, seguindo os passos de seu irmão mais velho Bernie, que havia formado recentemente os Eagles com Randy Meisner, Glenn Frey e Don Henley. Leadon também tocou baixo na banda de Linda Ronstadt, e em 1976 ingressou na banda de country rock Silver, que alcançou o top 40 no mesmo ano com "Wham-Bam". 
Em 1975, os Eagles gravaram uma das músicas originais de Leadon, "Hollywood Waltz", e a lançaram em seu LP One of These Nights. A versão final da música é creditada a Tom Leadon, Bernie Leadon, Frey e Henley. Mais tarde, naquele ano, Buck Owens lançou sua própria versão. 
Leadon mais tarde se tornou professor de violão em Nashville.
Em 2007, Petty reformou o Mudcrutch e a banda gravou um álbum de estréia auto-intitulado em 2008. O pessoal de gravação incluiu membros originais da banda: Petty, Leadon, Mike Campbell, Randall Marsh e Benmont Tench. A banda continuou sendo ativa nas turnês, gravando um álbum ao vivo e acompanhando sua estréia no Mudcrutch 2, em 2016. 
Em suas memórias, Conversas com Tom Petty, Petty credita Leadon por inspirá-lo a se mudar para Los Angeles para tentar fazer isso como músico. 
Leadon morreu em 22 de março de 2023, aos setenta anos.